# (4764) Joneberhart
(4764) Joneberhart est un astéroïde de la ceinture principale, de la famille de Hungaria.

## Description
(4764) Joneberhart est un astéroïde de la ceinture principale, de la famille de Hungaria. Il présente une orbite caractérisée par un demi-grand axe de 1,93 UA, une excentricité de 0,05 et une inclinaison de 24,8° par rapport à l'écliptique.

## Compléments